# Kathleen Kauth
Kathleen Kauth, född den 28 mars 1979 i Saratoga Springs i USA, är en amerikansk ishockeyspelare.
Hon tog OS-brons i damernas ishockeyturnering i samband med de olympiska ishockeytävlingarna 2006 i Turin.